# Samenerguss

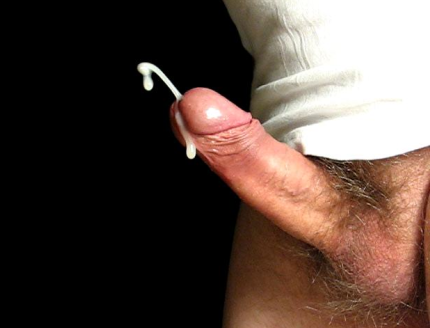
Männliche Ejakulation (siehe auch Video)

Der Samenerguss oder die männliche Ejakulation (lateinisch eiaculatio, von eiaculari „auswerfen, herausschleudern“) ist der physiologische Vorgang des (stoßweise erfolgenden) Herausschleuderns von Sperma aus dem Penis durch die Harnröhre. Während der Ejakulation werden die Spermien aus den Nebenhoden durch die beiden Samenleiter mit ihrer Muskelschicht (Tunica muscularis) und anschließend durch die beiden Spritzkanäle getrieben, die dann in die Harnröhre münden. Auf ihrem Weg wird den Spermien das Seminalplasma beigemischt, das einen Großteil der Flüssigkeit ausmacht.

## Auslöser
Eine Ejakulation wird durch sexuelle Reize ausgelöst, typischerweise durch Masturbation oder Geschlechtsverkehr; auch durch Petting oder eine Tantramassage kann sie ausgelöst werden. Der Penis befindet sich schon vorher im Zustand der Erektion. Durch die anhaltende Stimulation kommt eine unwillkürliche Reflexkette in Gang. Durch rhythmische Kontraktionen der Muskulatur der beiden Samenleiter, der Bläschendrüse und des Beckenbodens fließt oder spritzt das Sperma in mehreren Schüben aus dem Penis heraus. Der Fachausdruck für eine Ejakulation von Sperma im Schlaf, die von erotischen Träumen begleitet sein kann, lautet Pollution.
Auch Frauen können während eines Orgasmus eine Ejakulation erleben, was als weibliche Ejakulation bezeichnet wird. Bei der Frau enthält das Drüsensekret jedoch nie die weiblichen Gameten.

## Entwicklung des Begriffs Ejakulation

### Wortherkunft
Ejakulation ist ein im 18. Jahrhundert fachsprachlich entstandener lateinischer Neologismus. Es ist gebildet aus dem (nachklassischen) Verb eiaculari = „auswerfen, herausschleudern, schießen lassen (z. B. Blut, Wasser)“, einem Kompositum zu iaculari, „den Wurfspieß schleudern“, später allgemein „schleudern, werfen“, seinerseits eine Ableitung von iaculum, „Wurfspieß“. Zugrunde liegt iacere, „werfen“.

### Ejakulation mit Spermien
Vor Beginn einer wissenschaftlichen Erforschung der Physiologie der menschlichen Fortpflanzung und Sexualität wurde lange Zeit allgemein angenommen, dass nur ein geschlechtsreifer Jugendlicher oder Mann beim Orgasmus eine Ejakulation haben könnte und sich daher in seinem Samenerguss immer befruchtungsfähige Spermien befinden würden. Deshalb bedeutet in der klassischen Definition der Begriff Ejakulation zunächst nur ‚Samenerguss‘ und der Begriff Ejakulat ist mit ‚Sperma‘ gleichgesetzt. Diese ursprüngliche uneingeschränkte Definition sowie Formulierungen auf dieser Begriffsbasis sind noch heute in allgemeinen und wissenschaftlichen Publikationen zu finden.

### Ejakulation ohne Spermien
Jungen können schon vor oder zu Beginn der Pubertät einen Erguss haben. Bei ihnen finden sich bis zum Beginn der Spermienproduktion (etwa ab Mitte der Pubertät) noch keine befruchtungsfähigen Spermien. Auch ein derartiger Auswurf wird heute als Ejakulation bezeichnet. In diesem Definitionsrahmen werden dann in der Sexualwissenschaft auch Leerlaufstadium (Ejakulation ohne Spermien = samenloser Erguss) und Funktionsstadium (Ejakulation mit Spermien = Samenerguss) unterschieden.
Den Beginn des Leerlaufstadiums bezeichnen manche Wissenschaftler als Prostatarche, da ursprünglich davon ausgegangen wurde, dass erste Samenergüsse allein aus Sekreten der Prostata und nicht auch aus denen anderer akzessorischer Geschlechtsdrüsen bestehen können. Daher ist aus heutiger physiologischer Sicht die Bezeichnung Ejakulation selbst beim geschlechtsreifen Mann nicht an das Vorhandensein von Spermien geknüpft. In der Sexualmedizin wird nach einer Vasektomie oder bei Vorliegen einer Azoospermie nach Degeneration der Hodenkanälchen (Tubuli seminiferi) beim physiologisch nach wie vor ungestörten Vorgang des Ergusses von Seminalplasma beim Orgasmus ebenso von Ejakulation gesprochen.

## Physiologie
Durch die sexuelle Erregung wird vor der eigentlichen Ejakulation von der Bulbourethraldrüse ein Sekret abgegeben, das als Präejakulat bezeichnet wird. Die Ejakulation selbst wird vom Sexualzentrum im Zwischenhirn ausgelöst. Dessen Nervenimpulse wirken auf sympathische Nervenzellen im Lendenteil des Rückenmarks (Ejakulationszentrum), deren Nervenfasern über den Nervus hypogastricus und Plexus hypogastricus inferior die Kontraktionen der glatten Muskulatur von Nebenhodenschwanz, Samenleiter und der akzessorischen Geschlechtsdrüsen auslösen. Dadurch werden Spermien in Richtung Harnröhre befördert, was als Emission bezeichnet wird, und mit den Drüsensekreten vermengt. Mit dem Druckanstieg in der Prostata und Harnröhre kommt es zu drei bis zehn unwillkürlichen reflektorischen Kontraktionen des Musculus urethralis, des Musculus bulbospongiosus und des Musculus ischiocavernosus und damit zum schubweise erfolgenden Ausstoß des Spermas (Expulsion).
Diese werden durch parasympathische Fasern aus dem unteren Lenden- und oberen Kreuzabschnitt des Rückenmarks vermittelt, welche über den Nervus pudendus zur Beckenbodenmuskulatur ziehen. Gleichzeitig wird über α1-Adrenozeptoren die Muskulatur des Harnblasenhalses aktiviert, wodurch die Harnblase verschlossen wird. Zusätzlich wird direkt hinter der Eintrittsstelle der Samenflüssigkeit in die Harnröhre eine Absperrung nach hinten durch den Musculus ejaculatorius hergestellt, der den Samenhügel als Blockade in die Harnröhre hineindrückt. Somit wird bei einer Ejakulation der Rückfluss von Sperma in die Harnblase und die Beimengung von Urin verhindert.
Beim Samenerguss werden ab der Pubertät, wenn die Hoden mit der Spermienproduktion begonnen haben (Spermarche), beim Mann etwa zwei bis sechs Milliliter Sperma (Ejakulat) mit individuell oder von Ejakulation zu Ejakulation sehr unterschiedlicher Geschwindigkeit ausgestoßen. Ausschlaggebend für die Menge des Ejakulates sind sowohl der Grad der Erregung des Mannes als auch die Zeit, die seit der letzten Ejakulation vergangen ist. Beispielsweise ist beim Mann nach einer einwöchigen sexuellen Abstinenz die Menge des Ejakulats erheblich größer als nach wenigen Stunden, solange zwischendurch keine Pollution stattgefunden hat.
Als Refraktärperiode wird die Zeitspanne bezeichnet, die von einer Ejakulation zur nächstmöglichen verstreichen muss.

## Zusammenhang von Ejakulation und Orgasmus
Unter normalen physiologischen Bedingungen ist der männliche Orgasmus mit einer Ejakulation verbunden. Bei Vorliegen verschiedener Umstände, wie z. B. Erkrankungen, kann jedoch ein Orgasmus auch ohne Ejakulation erfolgen wie ebenso eine Ejakulation ohne Orgasmus.

## Gesundheitliche Auswirkungen
Einige Studien zeigen, dass regelmäßige Ejakulationen gewissen Prostatabeschwerden vorbeugen können. Dieser Zusammenhang wird in anderen Studien jedoch nicht bestätigt.
Mittlerweile gibt es jedoch Hinweise darauf, dass Masturbation hilfreich bei der Rehabilitation nach Operationen der Prostata ist. Die Wahrscheinlichkeit, Probleme mit Harninkontinenz und erektiler Dysfunktion zu bekommen, kann so gemindert werden.
Einige Männer leiden nach dem Samenerguss unter Symptomen des Postorgasmic Illness Syndroms (POIS). Zu den häufigsten Krankheitserscheinungen gehören grippeähnliche Symptome wie erhöhte Körpertemperatur, Schwitzen und Schüttelfrost sowie unspezifische Symptome wie Konzentrationsschwäche, extreme Müdigkeit, Erschöpfung und Gereiztheit. Die urogenitale Störung POIS tritt weniger als einmal je eine Million auf und ist nicht erblich.

## Störungen der Ejakulation
Der vorzeitige Samenerguss (Ejaculatio praecox) wird heute als eine Form der Potenzstörung angesehen. Als „vorzeitig“ gilt hier die individuelle Empfindung von „zu früh“. Das kann im Extremfall schon ein Samenerguss beim Kuss, bei der ersten Berührung des Penis durch den Sexualpartner oder direkt nach dem Eindringen sein. Dieses Problem kann als schwerwiegende Belastung empfunden werden, die zu Einschränkungen im Sexualleben führt.
Als retrograde Ejakulation wird eine Ejakulationsstörung bezeichnet, bei der die Flüssigkeit nicht wie üblich über die Harnröhre nach außen, sondern rückwärts in die Harnblase ausgestoßen wird.
Spermatorrhoe ist das Abfließen von Sperma, z. B. bei einer Insuffizienz des Ductus ejaculatorius (des Endabschnittes des Samenleiters) ohne Wollustgefühl, zum Beispiel beim Stuhlgang oder Wasserlassen.
Der ein- oder beidseitige Verschluss des Ductus ejaculatorius kann die Ursache für ein sehr geringes Ejakulatvolumen, Beckenschmerzen oder einen trockenen Orgasmus sein.
Die Unfähigkeit zum Samenerguss durch verschiedene Krankheiten, Entfernung der Hoden (Kastration), psychische Probleme oder als Nebenwirkung mancher Medikamente wird als Anejakulation bezeichnet.
Beim alternden Mann verschlechtert sich die Koordination der Kontraktionen von Nebenhodengang, Samenleiter, Bläschendrüse, Vorsteherdrüse, Harnröhre und Beckenbodenmuskulatur. Die Ursachen sind vielfältig, eine untrainierte Beckenbodenmuskulatur (Hinweis darauf kann ein sogenannter „Bierbauch“ sein) spielt dabei eine wesentliche Rolle. Der Koordinationsverlust kann sich auch bei gegebenenfalls unbeeinträchtigt fortbestehender Erektionsfähigkeit entwickeln.
Bei der Ejaculatio retarda kommt es zu einer verzögerten Hinführung zur Ejakulation. Es können psychische oder neurologische Probleme vorliegen.
Zahlreiche Medikamente können die Ejakulation beeinflussen, z. B. zu einer retrograden oder einer ausbleibenden Ejakulation führen.
Der volkstümliche Begriff „Samenstau“ geht von der irrigen Annahme aus, dass es bei sexueller Enthaltsamkeit und fehlender Entleerung zu einem Rückstau von Spermien und damit zu einer Libidosteigerung oder gar Hodenschwellung käme.